# Лес мертвецов
«Лес мертвецов» — девятая серия четвёртого сезона сериала «Доктор Кто». Премьера серии состоялась 7 июня 2008 года на канале BBC One.

## Сюжет
Библиотека — самое большое хранилище книг в истории человечества. Доктор и Донна обнаруживают её безжизненной, хотя обычно тысячи людей приходят туда. Неожиданно они сталкиваются с экскурсионной группой, среди которой есть Ривер Сонг, откуда-то уже знающая Доктора. Им предстоит выяснить, что такое «CAL», почему «4022 сохранены», и спастись от Вашты Нерады.